# Hestebetvingeren
Hestebetvingeren er en dansk eksperimentalfilm fra 2015 instrueret af Nanna Rebekka og Pernille Lystlund Matzen efter eget manuskript.